# Steffi Jones
Steffi Jones, född den 22 december 1972 i Frankfurt am Main i Västtyskland, är en tysk fotbollsspelare. Vid fotbollsturneringen under OS 2004 i Aten deltog hon i det tyska lag som tog brons. 
Jones var mellan september 2016 och mars 2018 förbundskapten för Tysklands damlandslag i fotboll.